# Sheridan (Nevada)
Sheridan é uma comunidade não incorporada no condado de Douglas, estado do Nevada, nos Estados Unidos. A comunidade fica localizada na  Nevada State Route 206 a 8 quilômetros a sudoeste de  Minden.